# Nereu i Aquil·leu
Nereu i Aquil·leu (Roma, segle iii - cap als anys 296-304) van ser dos soldats romans convertits al cristianisme. Són venerats com a sants per unes confessions cristianes que tenen el culte dels sants.
L'únic cert que se'n sap és que Nereu i Aquil·leu eren dos romans, probablement soldats, probablement de la guàrdia pretoriana, convertits al cristianisme, i que haurien mort com a màrtirs durant les persecucions, al final del segle iii o començament del iv.

## Veneració
Foren enterrats a les catacumbes de Domicil·la. Les seves restes foren portades a la Basilica dei Santi Nereo e Achilleo de Roma. La festivitat o dies natalis conjunta se celebra el 12 de maig.
Apareixen en llistes de màrtirs ja al segle v, d'on passen al Martyrologium Hieronymianum. Fonts com el Codex Bernensis diuen que eren germans. Sobre la tomba s'aixecà l'església romana dels Santi Nereo e Achilleo ja al final del segle iv. En unes excavacions es van trobar dos pilars amb escultures que representaven els dos màrtirs i una inscripció amb un text poètic compost pel papa Damas I. El text els tracta com a soldats convertits i, per aquesta raó, executats.
Posteriorment, les actes del martiri s'adornaren amb detalls ficticis que s'han afegit a les llegendes dels sants.

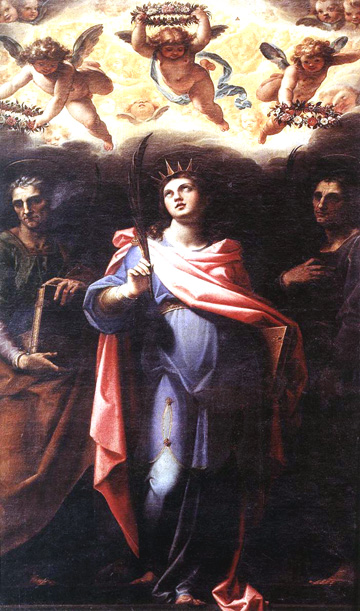
Els sants Nereu i Aquil·leu als costats de santa Domicil·la, pel Pomarancio, 1598 (Roma, Santi Nereo e Achilleo)
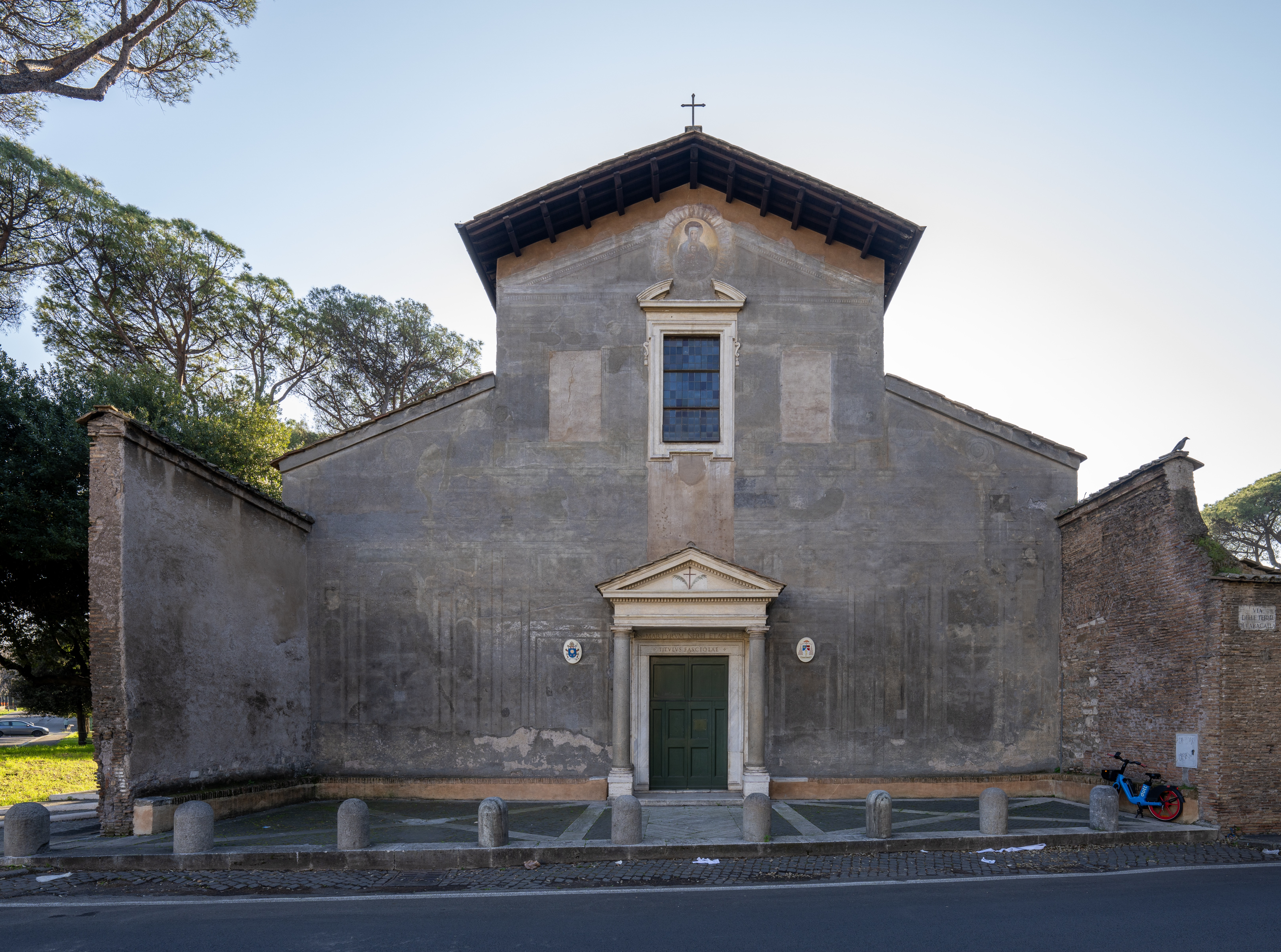
Basílica de Nereo e Achilleo a Roma
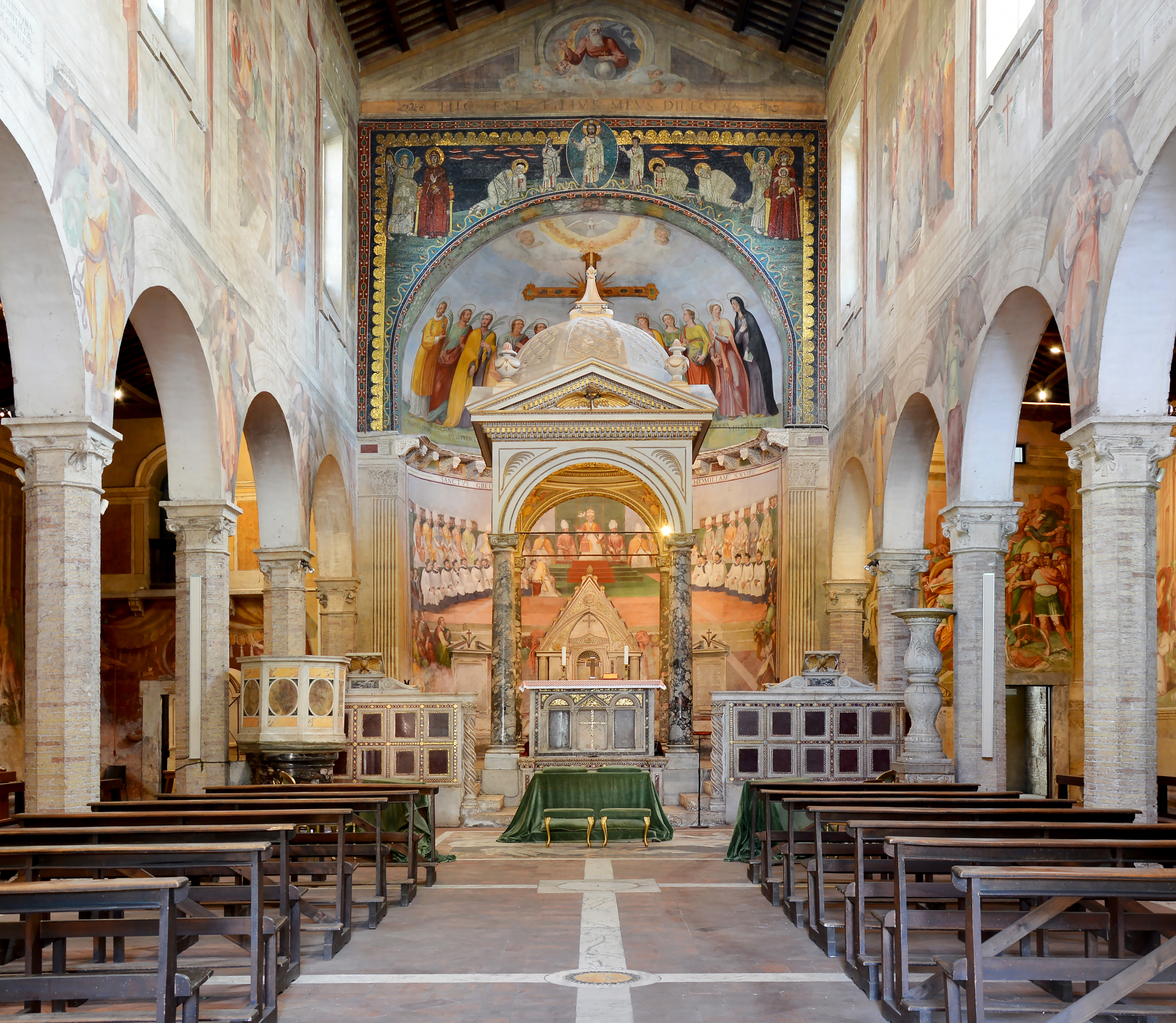
Interior de la basílica de Nereo e Achilleo

### Llegendes
Pel seu enterrament a les catacumbes de Domicil·la, al segle xvi s'intentà relacionar-los amb la pretesa santa Domicil·la de Roma, en una llegenda segons la qual Nereu i Aquil·leu eren eunucs i xambelans de Flàvia Domicil·la, neboda de l'emperador Domicià. Era un costum hagiogràfic d'acompanyar una santa amb un grup de dos màrtirs i alhora eunucs. Quadrava en la tradició d'exaltar la virginitat i el menyspreu corol·lari per al matrimoni, una tradició que el jove cristianisme va heretar de l'estoïcisme i perpetrar. Amb ella, haurien estat desterrats a l'illa de Ponça i escapçats durant les persecucions de cristians a Terracina. Haurien estat enterrats en la finca de Domicil·la, prop de la Via Ardeatina de Roma. Altres tradicions, que els confonen amb altres personatges, diuen que Nereu era governador d'Egipte i es va revoltar contra Dioclecià el 291, i que fou executat l'any 296 juntament amb Aquil·leu.